# Inmolaciones de tibetanos como protesta en China

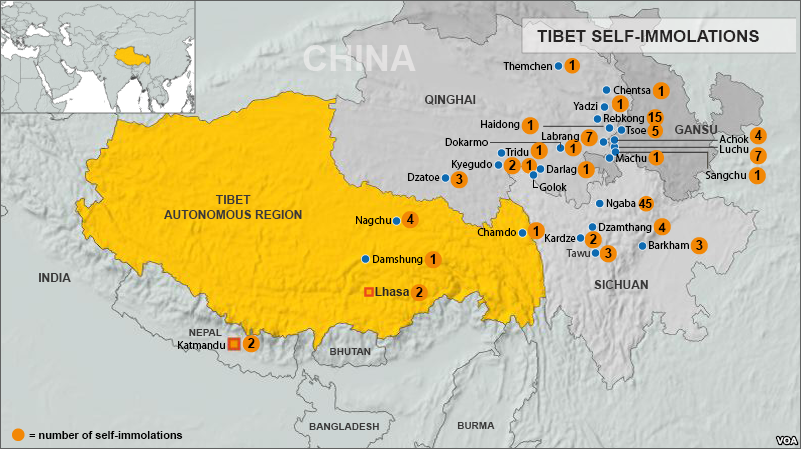
Mapa de autoinmolaciones tibetanas, actualizado al 27 de agosto de 2012.

Para mayo de 2022, 160 monjes, monjas y gente corriente se han autoinmolado en el Tíbet    desde el 27 de febrero de 2009, cuando Tapey, un joven monje del monasterio de Kirti, se prendió fuego en el mercado de la ciudad de Ngawa, condado de Ngawa, Sichuan. Según la Campaña Internacional por el Tíbet (ICT), «la policía china ha golpeado, disparado, aislado y desaparecido a los autoinmolados que sobrevivieron».
En 2011, se produjo una ola de autoinmolaciones por parte de tibetanos en el Tíbet, así como en India y Nepal, después de la autoinmolación de Phuntsog el 16 de marzo de 2011 en el condado de Ngawa, Sichuan. Para 2020 las protestas continuaban.

## Historia
La mayoría de los manifestantes han sido monjes y monjas, o ex-monjes.  Algunos de los manifestantes que se prendieron fuego eran adolescentes.   
La mayoría de las protestas han tenido lugar en Amdo, cerca del monasterio de Kirti, especialmente en la ciudad de Ngawa, condado de Ngawa, Sichuan, otras en Gansu y Qinghai y la región autónoma del Tíbet. También se produjeron protestas de autoinmolación por parte de tibetanos en la India y en Katmandú, Nepal.
Según Reuters, el Dalai Lama dijo en marzo de 2012 que no animaba las protestas, pero elogió el coraje de quienes se habían autoinmolado y atribuyó las autoinmolaciones al «genocidio cultural» cometido por los chinos. Cuatro meses después, el Dalai Lama dejó claro que desea permanecer neutral con respecto a este tema y explicó por qué a The Hindu:

Esta es una cuestión política muy, muy delicada. Ahora bien, la realidad es que si digo algo positivo, los chinos inmediatamente me culpan. Si digo algo negativo, los familiares de esas personas se sienten muy tristes. Sacrificaron sus propias vidas. No es facil. Por eso no quiero dar la impresión de que esto está mal. Entonces lo mejor es permanecer neutral.

Cuando un periodista australiano le preguntó (en el contexto de las autoinmolaciones para oponerse al gobierno y las políticas chinas) si los tibetanos están «perdiendo la paciencia con la no violencia», el Dalai Lama respondió:

No. Creo que la autoinmolación en sí es una práctica de la no violencia. Es fácil para esta gente usar bombas explosivas, lo que provoca más muertes. Pero no hicieron eso. En cambio, sacrifican su propia vida. Por lo tanto, también es parte de la práctica de la no violencia.

La antropóloga francesa Katia Buffetrille comenta:

Durante la huelga de hambre de Thubten Ngödrup en 1998, el Dalai Lama expresó su desacuerdo con este tipo de prácticas, que consideraba violencia contra uno mismo. Sin embargo, cita a menudo a Gandhi, para quien la huelga de hambre era un acto no violento. Expresó su admiración por el coraje de estas personas y asistió a las oraciones por ellos. Pero cuestionó la efectividad de tales acciones, dijo que (estas acciones) conducen a una mayor represión. Ahora ya no quiere decir nada sobre esto.

Wen Jiabao, entonces primer ministro de China, dijo que acciones tan extremas perjudican la armonía social y que el Tíbet y las zonas tibetanas de Sichuan son partes integrales del territorio chino. Según The Economist, las autoinmolaciones han provocado un endurecimiento de la actitud del gobierno. Tenzin Dorjee, director ejecutivo de Estudiantes por un Tíbet Libre instó o a «comprender las autoinmolaciones» y argumentando «en lugar de responder a la opresión de China con venganza (un camino mucho más tentador al instinto humano básico) los tibetanos han elegido un medio mucho más pacífico. Sin dañar a un solo chino...».

## Impacto
Las autoinmolaciones de tibetanos que protestaban por el control chino del Tíbet han tenido un impacto mayor que las protestas anteriores. A pesar de la considerable pérdida de vidas durante las protestas tibetanas de 2008 por parte de la población tibetana y Han en el Tíbet, el gobierno chino simplemente no informó sobre las víctimas. Las autoinmolaciones, por otro lado, dan como resultado imágenes dramáticas del manifestante, mientras se quema o después, que pueden transmitirse fácilmente a través de Internet a los medios de comunicación y a sus simpatizantes. El acceso a Internet ha llegado incluso a zonas remotas de las zonas de China donde viven los tibetanos.
Sin embargo, las zonas sensibles del Tíbet suelen estar sujetas a restricciones de comunicación. Esta censura, junto con la prohibición de periodistas extranjeros y observadores de derechos humanos, hacen que sea difícil obtener cifras exactas de autoinmolaciones en el Tíbet. Sin embargo, varias organizaciones, como el Movimiento de Independencia del Tíbet, mantienen listas actualizadas de incidentes confirmados. La mayoría de las organizaciones del movimiento independentista tibetano afirman que los actos de autoinmolación de los tibetanos son una afirmación de la identidad tibetana frente al «genocidio cultural». Estos registros de autoinmolación a menudo reciben una importante atención internacional y a menudo se hace referencia a ellos cuando se llevan a cabo actividades de concientización para recaudar fondos para las libertades en el Tíbet, recibiendo un amplio apoyo de exponentes culturales como actores de Hollywood o músicos famosos.